# 前田長禮
前田 長禮（まえだ ながひろ、文政13年7月28日（1830年9月14日） - 明治36年（1903年）4月2日）は、江戸幕府の高家旗本で表高家。高家前田家の8代当主。高家役前田長徳の婿養子。実父は旗本御小性組小笠原頼母となっているが、内実は唐津藩主・小笠原長泰の三男である。母は家女。幼名は鑑之助、通称は愿十郎。明治5年（1872年）、通称の愿十郎を廃し、諱の長禮を実名とした。
文政13年（1830年）7月28日、唐津城内で生まれる。嘉永5年（1852年）11月25日、前田主馬長徳に実子がないため、婿養子となる。嘉永6年（1853年）2月15日、13代将軍徳川家慶に御目見し、表高家柳之間詰となる。慶応元年（1865年）12月24日、養父の家督を相続する。慶応3年（1867年）10月、15代将軍徳川慶喜が大政奉還し将軍職を返上すると、高家26家は願い出の通り朝臣に召し加えられ、中大夫席となる。明治2年（1869年）12月3日、従前の領地召上げ（諸侯、中大夫、下大夫、上士に至るまで）となり、旧幕時代の領分1400石を返納し新たに現米高75石を下賜され、東京府貫属士族となる。明治15年（1882年）10月25日、隠居の届け出をし、嗣子・長善が家督相続となる。
明治36年（1903年）4月2日、病死、74歳。市ヶ谷・自證院に葬られた。法号は常樂院馨山長禮大居士。
妻は長徳の養女・光（こう）（実父は加藤明邦）。子は、長男・長善（ながよし）、二男・堀尾長興（ながおき）、長女・稽（けい）、次女・鐵（てつ）の2男2女。二男が堀尾姓を名乗って分家した経緯については、前田家祖・前田玄長の項を参照。